# Landkreis Starnberg
Landkreis Starnberg är ett distrikt (Landkreis) i södra delen av det tyska förbundslandet Bayern.

## Geografi
Starnbergsjön ligger till största delen i distriktet och dessutom finns fyra andra större sjöar.